# Kloster Xunqueira de Espadañedo
Das Kloster Xunqueira de Espadañedo (Juncaria; Junquera oder Santa María de Xunqueira de Espadañedo) ist eine ehemalige Zisterzienserabtei in der Provinz Ourense in Galicien in Spanien. Es liegt in der Gemeinde Xunqueira de Espadañedo rund 5 km nördlich von Maceda in der Comarca Allariz, rund 28 km östlich von Ourense (Orense) und darf nicht mit dem nahe gelegenen Augustinerkloster Xunqueira de Ambía verwechselt werden.

## Geschichte
Das Kloster wurde 1150 als Augustinerkonvent gegründet und ging 1170 an den Zisterzienserorden über. Daher erklärt sich wohl auch die für ein Zisterzienserkloster ungewöhnliche Lage am Hang. Mutterkloster wurde das nahegelegene Kloster Montederramo aus der Filiation der Primarabtei Clairvaux. Die Bedeutung des Klosters blieb immer hinter der von Montederramo zurück. 1546 schloss sich das Kloster der kastilischen Zisterzienserkongregation an. Die Klosteraufhebung der Regierung Mendizábal brachte 1835 das Ende des Klosters, das an die Gemeinde fiel. 1981 wurde die Kirche zum Denkmal erklärt.

## Bauten und Anlage

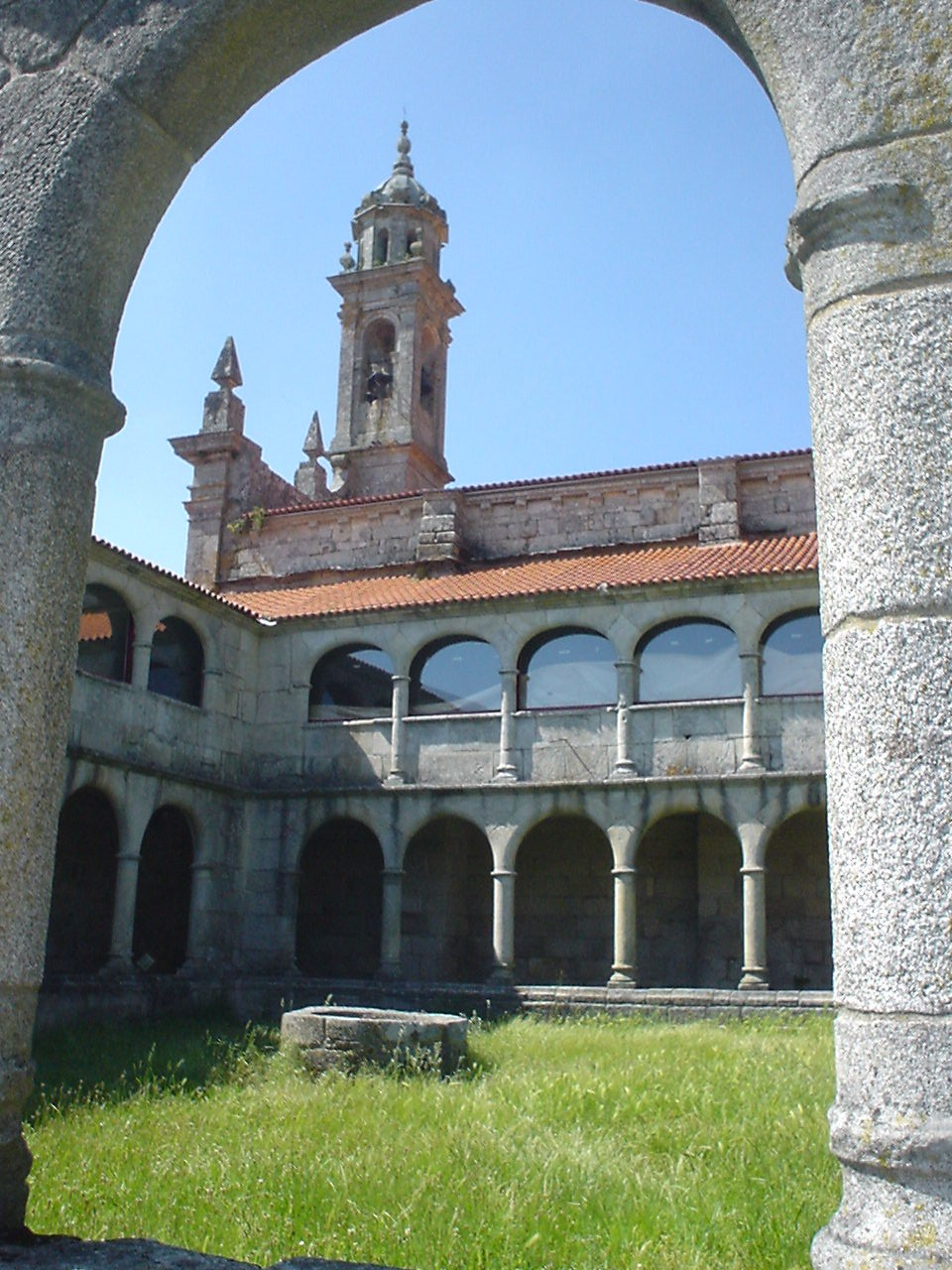
Blick in den Kreuzgang

Die romanische, querschifflose Kirche ist dreischiffig und hat drei halbkreisförmige Apsiden. Die Fassade weist keine mittelalterlichen Elemente mehr auf, besitzt aber einen Turm. Von der rechts (südlich) von der Kirche gelegenen Klausur sind die zweistöckigen Nord- und Westflügel aus dem 16. Jahrhundert erhalten, während von den beiden anderen Flügeln nur noch geringe Reste stehen. Eine Sonnenuhr ist aus dem Jahr 1663.